# Een groot teken
Een groot teken is een artistiek kunstwerk in Amsterdam-Zuidoost.

## Inleiding
In de jaren zestig en zeventig werden er bij een bebouwing van de Bijlmermeer een aantal hoogbouwflats neergezet. Deze zogenaamde honingraatflats (zoals ze onderling in elkaar steken) hadden lange galerijen. Een ander kenmerk dat ze deelden waren de enorme grijze kopse gevels. Zo ook de flat Kikkenstein, die naast de Groesbeekdreef verrees. Deze kopse gevels werden in de loop der jaren een doorn in het oog in een almaar grijzer wordende omgeving. Toen na de Bijlmerramp in 1992 de buurt werd opgeknapt werd een aantal kunstenaars gevraagd iets te doen aan die kopse gevels. 

## Omschrijving

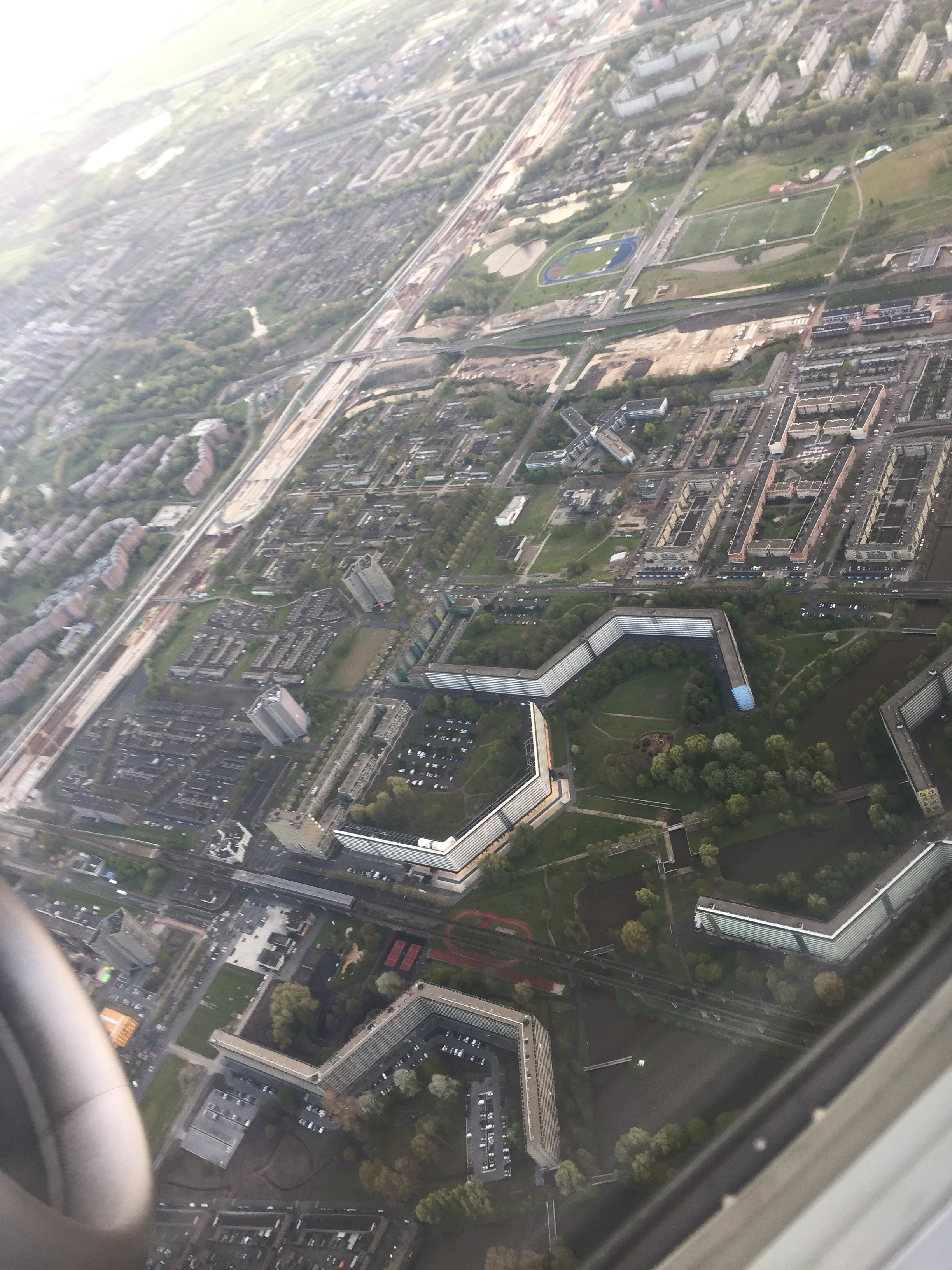
Luchtfoto met honingraatflat, duidelijk zichtbaar rechts midden het blauwe vlakje (april 2017)

Ton Slits kreeg daarbij de opdracht de zuidelijke gevel van Kikkenstein op te fleuren. Hij schilderde 28 oranje bollen die samen een ellips vormen op de gevel. Enkele centimeters daarvoor plaatste hij 28 donker getinte glazen schijven, die in tegenstelling tot de oranje bollen hun omgeving weerspiegelen. De glazen schijven overlappen deels de oranje bollen. Al zonder die reflectie ontstaat aldus een driedimensionaal beeld. Het geheel wordt omringd door groene horizontale belijning tussen de ellipsen en de enigszins buiten het gevelvlak uitstekende balkons (of ingekerfde galerijen), die in de ogen van de kunstenaar een verlenging zijn van de galerijen. Binnen de ellipsen is evenwijdig aan de middellijn dezelfde belijning (een lichte arcering) aangebracht. Slits levert volgens zijn eigen homepage ruimtelijke installaties, hier dus van enkele centimeters diepte.  
Hoe weerbarstig het jaren zeventig beton is, blijkt uit dat hier en daar de verf is losgelaten en een aantal grijze plekken door de verflaag heen zijn gebroken. Een groot teken is door zijn opvallende kleur en grootte in de wijde omgeving te zien. 
Even verderop werd de flat Groeneveen door Rein Jelle Terpstra ook al voorzien van een kunstwerk opgebouwd uit ronde elementen. Houcine Bouchiba gaf Gooioord letterlijk en figuurlijk een menselijker gezicht met diverse portretten. 